# Шида-Картли (историческая область)
Шида-Картли (груз. შიდა ქართლი, с груз. — Внутренняя Картлия или Внутренняя Карталиния) — историко-географический край в восточной Грузии (Картли). Древнее название Шида-Картли — Зена-Сопели (груз. ზენა-სიფელი) («Верхняя страна») применялось южными древнегрузинскими племенами (саспирами) по отношению к территории, населенной родственными им картами, жившими севернее.
Исторически Шида-Картли занимала территорию, ограниченную с севера Большим Кавказским хребтом, с востока рекой Арагви, с запада — Лихским (Сурамским), а с юга — Триалетским горными хребтами.
Территория, находящаяся на юге от реки Куры, называется «Гагмамхари» Шида-Картли. Здесь имеются такие реки, как — Дзама, Тана, Тедзами и Кавтура, которые в нижнем течении создают равнины. А на севере от реки Кура есть Догларское, Тирифонское и Мухранское широкие равнины, которые омываются реками Проне, Большая Лиахви, Патара Лиахви, Лехура, Ксани и Арагви.
Большинство рек Шида-Картли уже с давних времён используются для орошения. Широкие равнины и летние, зимние пастбища создавали возможность для интенсивного развития земледелия и скотоводства. Здесь проходили важные торговые и транзитные пути, как с севера на юг (т. н. Арагвский путь), так и с востока на запад. Это способствовало помимо дорог появлению древних грузинских городов Мцхета, Уплисцихе, Мухрани, Гори, Урбниси, Цхинвали и др. Относительно благоприятные природные условия и выгодное географическое расположение Шида-Картли определили ту важную роль, которую этот регион сыграл в истории грузинской государственности.
В эпоху античности и раннего средневековья территория Шида-Картли являлась одним из центральных регионов древнегрузинского Иберийского государства, а затем и единого Грузинского царства. После монгольского нашествия на территории Шида-Картли образовалось Ксанское эриставство (XIII в.), а позднее и другие крупные и мелкие феодальные единицы — Арагвское эриставство (XIV в.), Сацициано (XIV в.), Саамилахвро (XV в.), Саджавахо (XV в.), Самухранбатоно (XVI в.). С XVI века Картлийское царство было разделено на четыре военно-административные единицы — садрошо, из которых три располагались на территории Шида-Картли. После присоединения восточной Грузии к Российской империи эти земли вошли в состав Горийского и Душетского уездов Тифлисской губернии.
По современному административно-территориальному делению историческая территория Шида-Картли входит в состав Шида-Картлийского края, а также в состав Мцхета-Мтианетского края (Мцхета) и Самцхе-Джавахетского края (Боржоми). Северная часть Шида-Картли на данный момент контролируется руководством самопровозглашенной Южной Осетии.